# 関ななみ
関 ななみ（せき ななみ、2000年9月26日 - ）は、日本の女子バスケットボール選手である。ポジションはスモールフォワード。WKBLの牙山ウリィ銀行ウリィWON所属。

## 来歴
北海道出身。
札幌山の手高校で全国大会に出場。東藤なな子はミニバスから高校まで同じチームだった。
2019年、日立ハイテク クーガーズに加入。
2025年、日立ハイテクを退団。WKBLアジアクォータードラフトにて牙山ウリィ銀行ウリィWONに全体4位で指名される。